# Barbados
Barbados a Karib-térség egyik szigetállama, a Kis-Antillák legkeletibb tagja.
Nagy-Britanniától 1966-ban lett független; jelenleg a Nemzetközösség tagja. 2021 őszén monarchiából köztársasággá alakult és saját államfőt választott.
Lakossága túlnyomórészt afrikai származású. A Kis-Antillák az egyik fő turisztikai célpontja.

## Etimológia
Az ország nevét egyesek a portugál és a spanyol „szakállas férfi” kifejezésre vezetik vissza, mások az itt honos fügefákra. Nem világos, hogy a „szakállas” a szakállas fügefa (Ficus citrifolia) hosszú, lógó léggyökereire vonatkozik-e, amely a szigeten őshonos, vagy az állítólag szakállas karibokra, akik egykor a szigetet lakták.

## Földrajza

### Domborzata
A Kis-Antillák szigete, északkeleti felén alacsony hegy- és dombvidék fekszik. Legmagasabb pontja, a Mount Hillaby is csak 340 méter. Többi része sík vidék.

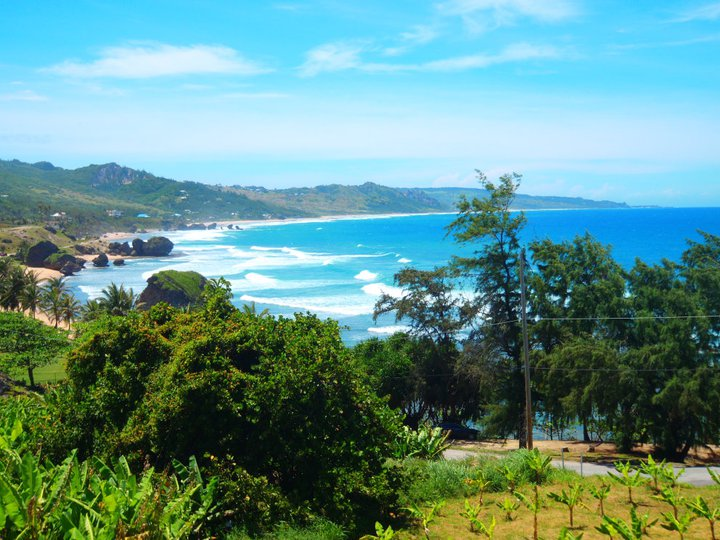
Barbadosi tengerpart

### Vízrajza
A sziget legnagyobb részét korallzátonyok övezik.

### Éghajlata
Barbados éghajlata trópusi. Egész évben meleg van: 20-32 °C között mozog a hőmérséklet. Két évszak van: az esős és száraz évszak. Az esős évszak júniustól november végéig tart. Ilyenkor kicsit melegebb van és a levegő páratartalma magas. Ez a trópusi viharok időszaka. Barbadost aránylag ritkán sújtják pusztító hurrikánok.

### Növény- és állatvilága

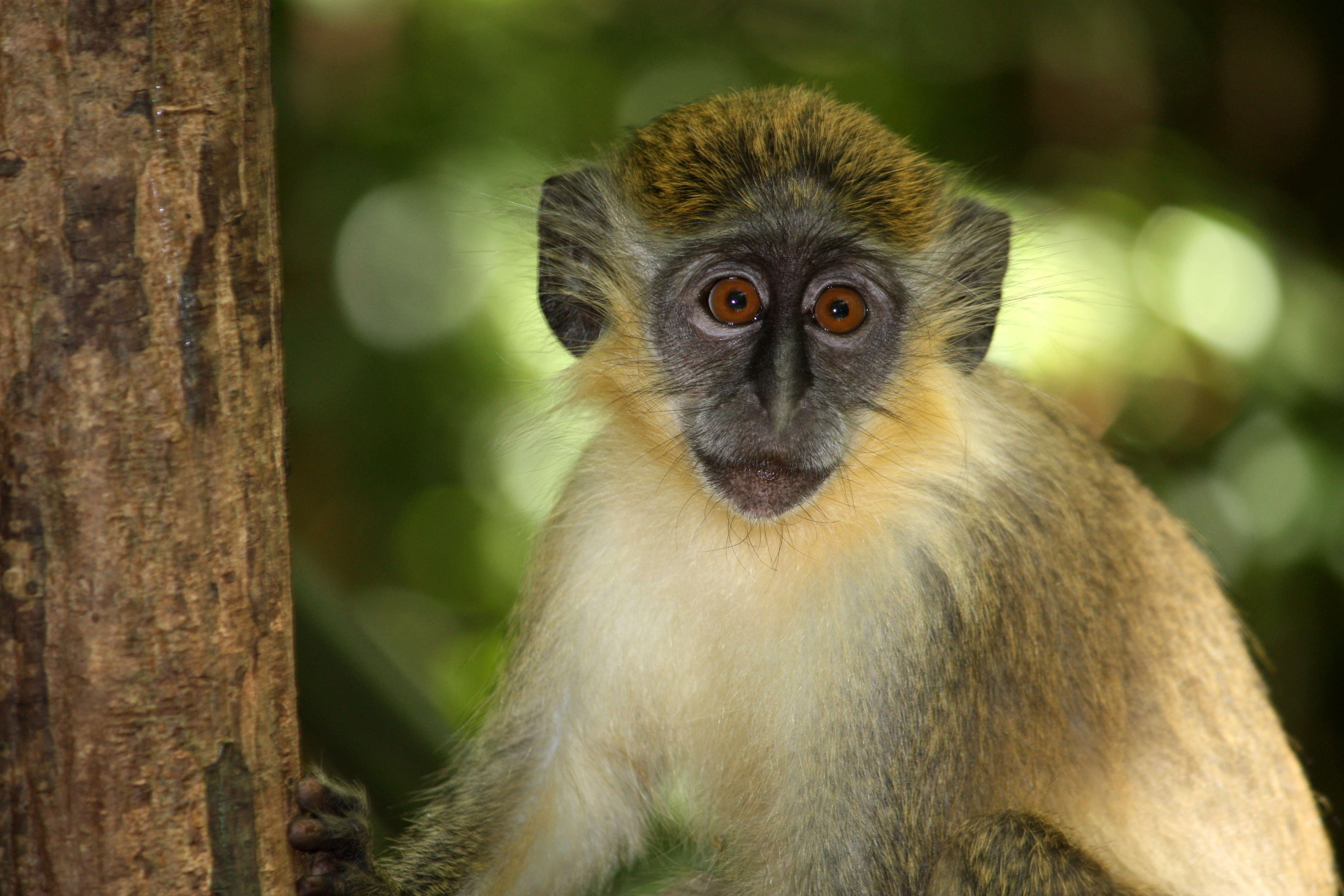
Sárgahasú szavannacerkóf, egy Afrikából betelepített faj

Barbados több teknősfajnak ad otthont és a Karib-térség második legnagyobb cserepesteknős-populációjával rendelkezik.
Több betelepített majmon kívül az ún. zöld (sabaeus) majom (Chlorocebus sabaeus) otthona, amely Nyugat-Afrikában Szenegáltól a Volta folyóig él. A 17. század végén hozták be Nyugat-Afrikából a Karib-térségbe.

## Történelme

### A brit gyarmatosításig
Az első őslakosok Venezuela felől érkeztek 350 körül. A második hullámban aravakok jöttek Dél-Amerikából, 800 körül. Aravak települések maradványait tárták fel a szigeten Stroud Point, Chandler Bay, Saint Luke's Gully és Mapp's Cave nevű helyeken. Az aravakok és egyéb helybeliek leszármazottai szerint a sziget eredeti neve Ichirouganaim volt. A 14. században a betelepülők harmadik hullámával karibok érkeztek Dél-Amerika felől, kiszorították az aravakokat és a Saladoid-kultúra népeit. A következő néhány évszázadban a karibok – mint korábban az aravakok és a Saladoid-kultúra képviselői is – elszigetelve éltek a szigeten.
Barbados nevének eredete vitatott. A portugálok adták ezt a nevet a sziget felfedezésekor. A legkorábbi említés portugál hivatalos dokumentumon 1511-ből származik, és Ilha dos Barbados (szakállasok szigete) néven hivatkozik a szigetre. Vitatott, hogy mire vonatkozik a szakállas jelző. Vannak, akik szerint a szakállas fügefáról (Ficus citrifolia) van szó, amelyet az indiánok hoztak magukkal, amikor letelepedtek. Mások szerint a külső zátonyokon habzó víz emlékeztetett szakállra. Az 1519-ben megjelent, Genovában Vesconte de Maggiola által készített térkép Barbados helyét és nevét jól mutatja Tobagótól északra.
A portugál hódítók a legyőzött karibokat rabszolgamunkásként alkalmazták az ültetvényeken. Más őslakók elmenekültek a szigetről.

### Az ültetvényesek gyarmata
Amikor 1625-ben brit tengerészek partra szálltak a mai Holetown helyén a karibi parton, a szigetet lakatlannak találták. A brit telepesek 1627–28-as érkezése és a függetlenség 1966-os elnyerése között a sziget szakadatlanul brit uralom alatt állt. Nevezetes, hogy Barbados korán kapott jelentős helyi autonómiát. A képviselőház 1639 óta ülésezik. A kezdeti idők jelentős brit figurája Sir William Courten.
Az 1620-as évektől kezdve egyre több fekete rabszolgát hoztak a szigetre. Ötezer helybeli halt meg sárgalázban 1647-ben. Az 1640-es években az angol polgárháború idején királypárti ültetvényesek több száz rabszolgát végeztek ki, mert féltek, hogy körükben elterjednek a leveller eszmék, ha a Parlament átveszi az ellenőrzést Barbados felett.
Nagyszámú kelta eredetű ember – írek és skótok – érkezett Barbadosra szerződéses szolgaként. A következő évszázadokban a kelta lakosság volt az ütköző az angolszász telepesek és a nagy afrikai lakosság között. A kelták szolgáltak a gyarmati milíciában, de jelentős szerepük volt az afrikai rabszolgák lázadásaiban is. 1659-ben skótokat és íreket szállítottak rabszolgaként a szigetre, II. Jakab király és dinasztiája szintén küldött skótokat és angolokat ide: például a Monmouth-lázadás leverése után, 1685-ben. Ezeknek a fehér rabszolgáknak mai leszármazottait vöröslábúaknak (helyi megnevezéssel: ecky becky) hívják, és ma a modern Barbados legszegényebb lakói. Nagyarányú volt a házasodás a sziget afrikai és kelta lakossága között.
Ahogy szigorodtak a rabszolgatartásra vonatkozó szabályok, a sziget egyre érdektelenebbé vált a szegény fehérek számára. Fekete- vagy rabszolgatörvények születtek 1661-ben, 1676-ban, 1682-ben, 1688-ban. A törvényekre válaszul számos rabszolgafelkelést robbantottak ki, vagy terveztek, de mind sikertelen maradt. Ezek a törvények kiszélesítették a szakadékot a rendes fehér szerződéses munkás és a rabszolga között. A rabszolgák importja gazdaságilag egyre jobban megérte a gazdag telepesek számára, akik domináltak a sziget gazdasági és politikai életében. Arra gondoltak, hogy mivel a négerek jobban bírják a trópusi betegségeket és az éghajlatot, mint a fehér rabszolgák, csökkenteni kell a fehér lakosság létszámát. Ennek ellentmondott, hogy sok szegény fehér, akik a szomszédos szigetekre vándoroltak be, bírta a trópusi éghajlatot. Mindezen folyamatok eredményeként Barbados lakossága, amely a 17. században főleg kelta volt, a 19. századra túlnyomó fekete többségűvé vált.
Mivel a cukornádtermesztés volt a gazdaság fő ága, a kezdeti brit telepesek kisbirtokait nagy ültetvények váltották fel. A földjüket vesztett kisbirtokosok közül sokan az észak-amerikai brit gyarmatokra települtek át, különösen Dél-Karolinába. Az ültetvényeken való munkára nyugat-afrikai néger rabszolgákat importáltak Barbadosra és a többi karibi szigetre. A britek 1807-ben tiltották be a rabszolga-kereskedelmet. 1816-ban tört ki a sziget történetének legnagyobb rabszolgalázadása. Ezer ember halt meg, 144 rabszolgát kivégeztek és 123-at besoroztak a királyi hadseregbe. 18 év múlva, 1834-ben tiltották be a rabszolgatartást a Brit Birodalomban. Barbadoson és a többi nyugat-indiai szigeten a teljes szabadságot négy évig tartó átmeneti időszak után kapták meg.

### Modern Barbados
1884-ben a barbadosi Mezőgazdasági Társaság levelet küldött Sir Francis Hincks számára, amit a nyilvánossággal is megismertetett. Hincks akkoriban jelentős közéleti szerepet játszott Kanada domíniumban. Ebben a levélben a Társaság felvetette annak lehetőségét, hogy Barbados csatlakozna Kanadához. Kanadában vita alakult ki a kérdésről. 1952-ben a Barbados Advocate című újság megkérdezett számos jelentős barbadosi személyiséget, politikusokat, jogászokat, üzletembereket, valamint Sir Thedore Bankert, a barbadosi képviselőház akkori elnökét, aki később a Szenátus első elnöke lett, és másokat. A körkérdés nyomán az újság úgy találta, hogy a megkérdezettek körében népszerű az a gondolat, hogy az éppen megalakítás alatt álló Brit Nyugat-Indiai Közösség kapjon teljes domíniumi státust és együtt öt éven belül csatlakozzanak Kanadához.

Barbados királyi zászlója (Royal Standard of Barbados) II. Erzsébet koronás uralkodói névjelével, amelyet a barbadosi monarchia 2021-es fennállásáig használtak

A brit eredetű ültetvényesek és kereskedők domináltak a helyi politikában, mert magas jövedelmi küszöbhöz kötötték a választójogot. A lakosság több mint 70%-a, meg a jogfosztott nők ki voltak zárva a demokratikus folyamatokból. Ez így volt az 1930-as évekig, amikor az egykori rabszolgák leszármazottai elkezdtek politikai jogokat követelni. Ennek a mozgalomnak egyik vezetője volt Sir Grantley Adams, aki 1938-ban megalapította a Barbadosi Munkáspártot. Ennek mai neve Barbadosi Haladó Liga. A monarchia megbízható támaszaként Adams és pártja több jogot követelt a szegények számára. 1942-ben valamivel haladóbb kormányzat alakulhatott, mert a választójog jövedelmi határát leszállították és a nők is szavazati jogot kaptak. 1949-ben az ültetvényesek elvesztették ellenőrzésüket a kormány felett és 1958-ban Adams lett Barbados miniszterelnöke.
1958-tól 1962-ig Barbados tagja volt a Nyugat-Indiai Szövetségnek, amely szervezetet lerombolták tagjai érdekkülönbségei és széthúzó nemzeti öntudata. Ez a szövetség egyébként a térség brit gyarmatait tömörítette és korlátozott törvényhozó hatalommal rendelkezett. Adams volt ennek első és egyetlen miniszterelnöke, de törekvései sikertelenek maradtak a szövetség rendszere és amiatt, hogy a monarchia intézményének következetes védelmét politikai ellenfelei úgy értelmezték, hogy ki szeretné terjeszteni hatalmát az ő országukra. Ekkor Walton Barrow, egy elszánt reformer lett a népi törekvések új szószólója. Barrow elhagyta a Munkáspártot és megalakította a Demokratikus Munkáspártot, Adams konzervatív kormányzatának liberális alternatívájaként. Barrow számos haladó szociális programot kezdeményezett, ilyen volt az ingyenes oktatás minden barbadosinak, meg az iskolai étkeztetés bevezetése. 1961-ben Barrow felváltotta Adamsot a miniszterelnöki székben és pártja lett a kormány fő ereje.
Amikor a Nyugat-Indiai Szövetség feloszlott, Barbados visszatért korábbi státusához, önkormányzó gyarmat lett. A sziget képviselői tárgyalásokat folytattak függetlenségükről az Egyesült Királysággal az 1966-os alkotmányozó konferencián. Éveken át tartó békés demokratikus átmenet után Barbados független állam lett a Nemzetközösségen belül 1966. november 30-án. Ekkor Barrow lett az első miniszterelnök. Az államforma alkotmányos monarchia volt, az uralkodó pedig II. Erzsébet mint Barbados királynője. 2021. november 30-án Barbados köztársasággá alakult, az új államforma bevezetéséről a parlament döntött, népszavazásra a korábbi tervekkel ellentétben nem került sor, mert a szinte egyöntetűen republikánus politikai elit attól tartott, hogy II. Erzsébet személyes népszerűsége miatt a többség a monarchia fennmaradását támogatná. Egy 2015-ös barbadosi közvélemény kutatás alapján a megkérdezettek 64%-a a monarchia fennmaradását, 24%-a pedig a köztársaság bevezetését támogatta. A Barbados nemzeti hősének tekintett Sir Garfield Sobers, a krikett egyik legkiemelkedőbb alakja kemény kritikával illette és sajnálatos eseménynek nevezte a köztársaság bevezetését.

## Népesség

### Népességének változása
| Lakosok száma | 230 858 | 235 936 | 241 367 | 247 592 | 253 193 | 260 175 | 264 606 | 270 844 | 279 006 | 303 431 |
|               | 1960    | 1966    | 1972    | 1978    | 1984    | 1991    | 1997    | 2003    | 2009    | 2023    |

### Városok

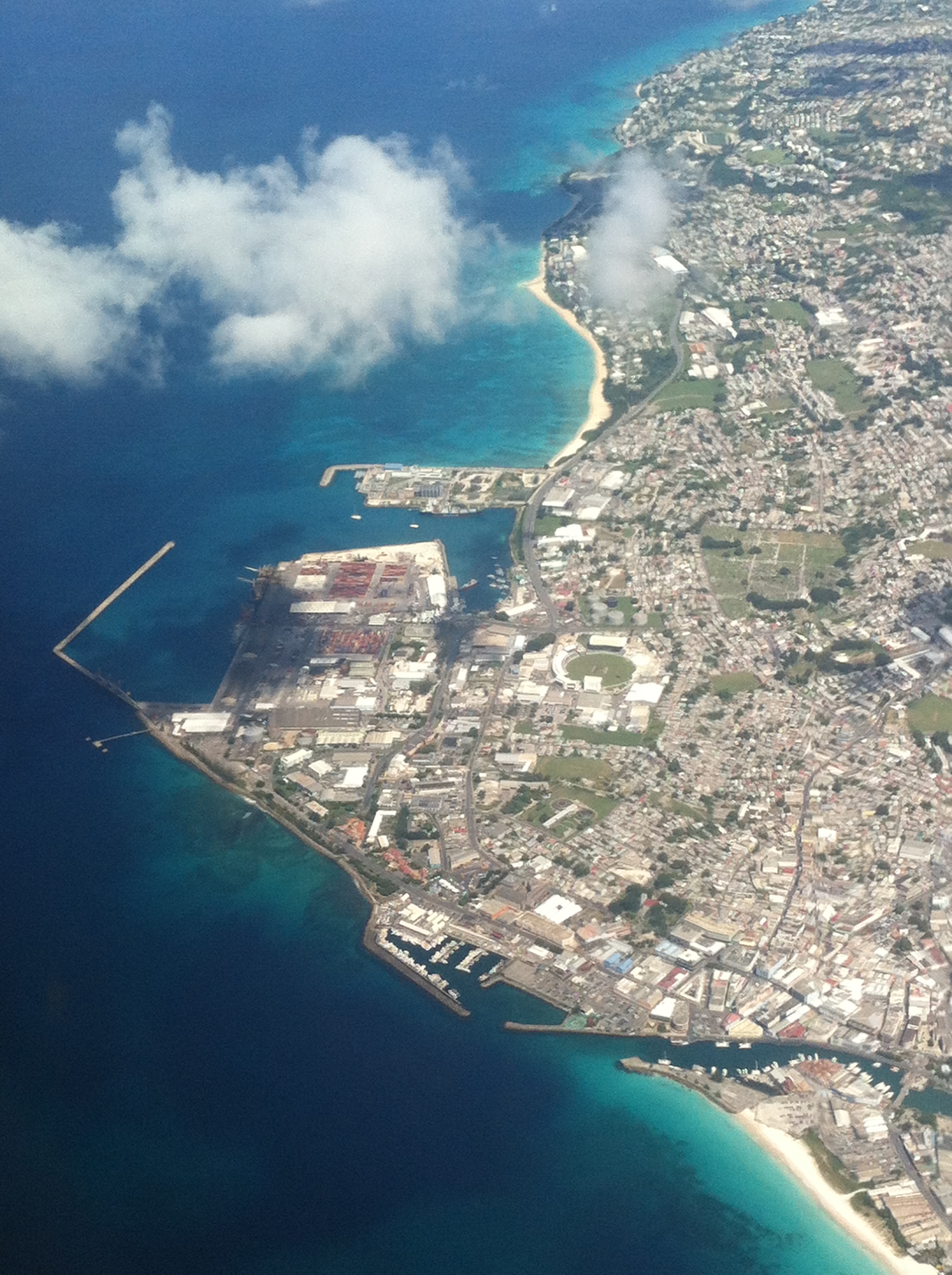
Bridgetown

| Barbados városai |              |                      |                 |               |
| Rangsor          | Név          | Lakosság             | Lakosság        | Parókia       |
| Rangsor          | Név          | 1990-es népszámlálás | 2005-ös becslés | Parókia       |
| 1.               | Bridgetown   | 6070 fő              | 7035 fő ?       | Saint Michael |
| 2.               | Speightstown | 3500 fő              | 3634 fő         | Saint Peter   |
| 3.               | Oistins      | 2200 fő              | 2285 fő         | Christ Church |
| 4.               | Bathsheba    | 1700 fő              | 1765 fő         | Saint Joseph  |
| 5.               | Holetown     | 1300 fő              | 1350 fő         | Saint James   |
| 6.               | Bulkeley     | 1100 fő              | 1142 fő         | Saint George  |
| 7.               | The Crane    | 900 fő               | 935 fő          | Saint Philip  |
| 8.               | Crab Hill    | 700 fő               | 727 fő          | Saint Lucy    |
| 9.               | Blackmans    | 600 fő               | 623 fő          | Saint John    |
| 10.              | Greenland    | 600 fő               | 622 fő          | Saint Andrew  |
| 11.              | Hillaby      | 500 fő               | 519 fő          | Saint Thomas  |

### Nyelvi összetétel

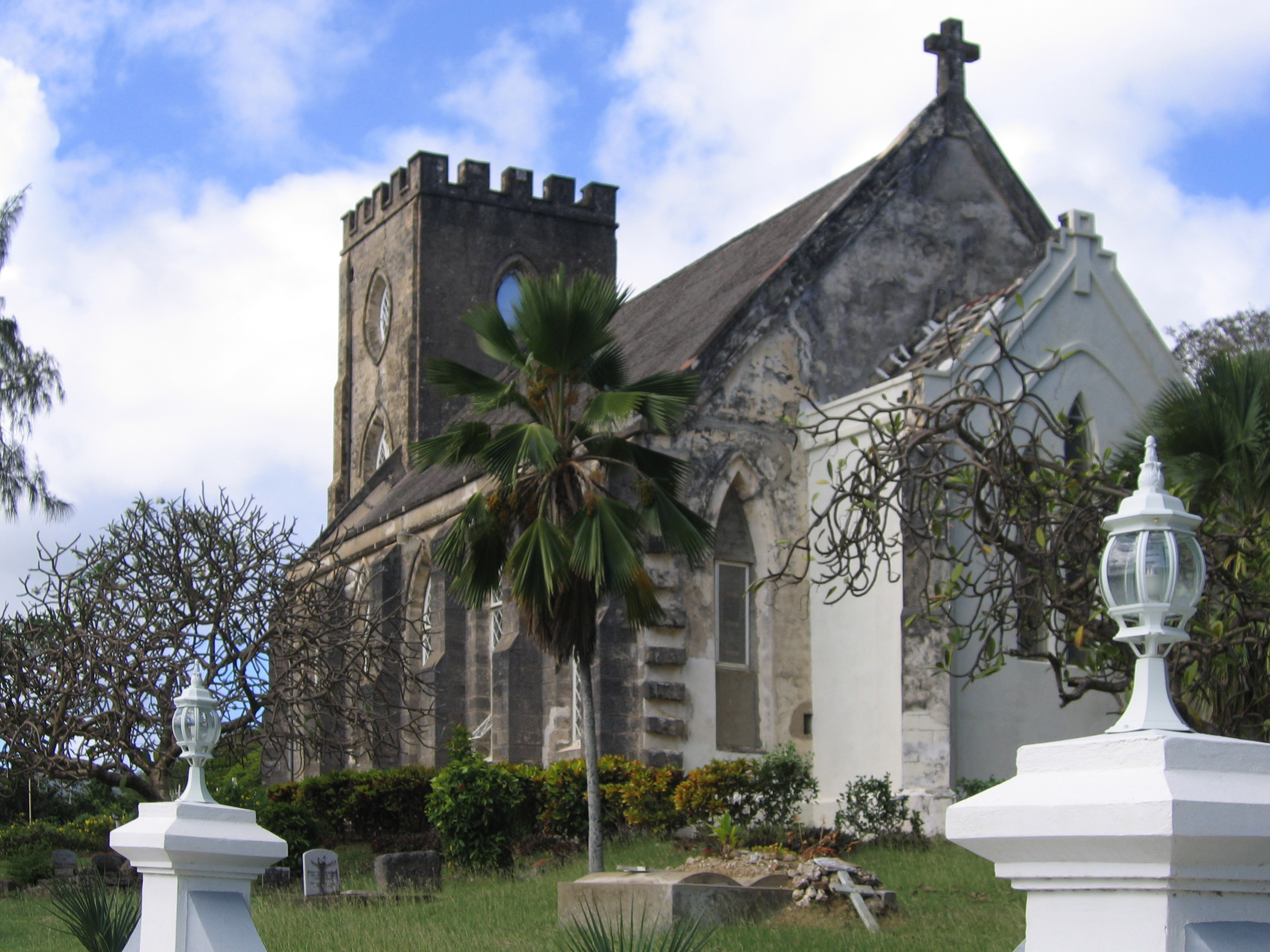
Anglikán templom, Saint Andrew

Az országban a hivatalos nyelv az angol, amely a közigazgatás, a közszolgáltatás nyelve. Az angol nyelv általában a brit angollal azonos, de nem teljesen azonos szókinccsel és kiejtéssel.
A legtöbb ember számára a mindennapi nyelv a badzsan, amely egy angol alapú kreol nyelv, afrikai és brit hatásokkal. Nincs szabványosított írott formája, de a lakosság több mint 90%-a használja.

### Etnikai összetétel
A barbadosiak közel 90%-a afro-karibi, azaz fekete; köznapi nyelven badzsan (beɪdʒən) néven ismertek. A maradék többsége európai, kisebb része észak-amerikai eredetű, míg az ázsiaiak és azon belül túlnyomórészt kínai és indiai eredetűek a lakosság kevesebb mint 1%-át teszik ki.

### Vallás
A legtöbb afrikai és európai származású barbadosi keresztény (95%), a legnagyobb felekezet pedig az anglikán. További jelentős keresztény felekezetek: a pünkösdi-karizmatikus egyház, az adventisták, a római katolikus egyház, a Jehova Tanúi és a spirituális baptisták.
Egyéb vallások közé tartozik a hinduizmus, az iszlám, a bahái hit, és a judaizmus.

## Közigazgatása és politikai rendszere

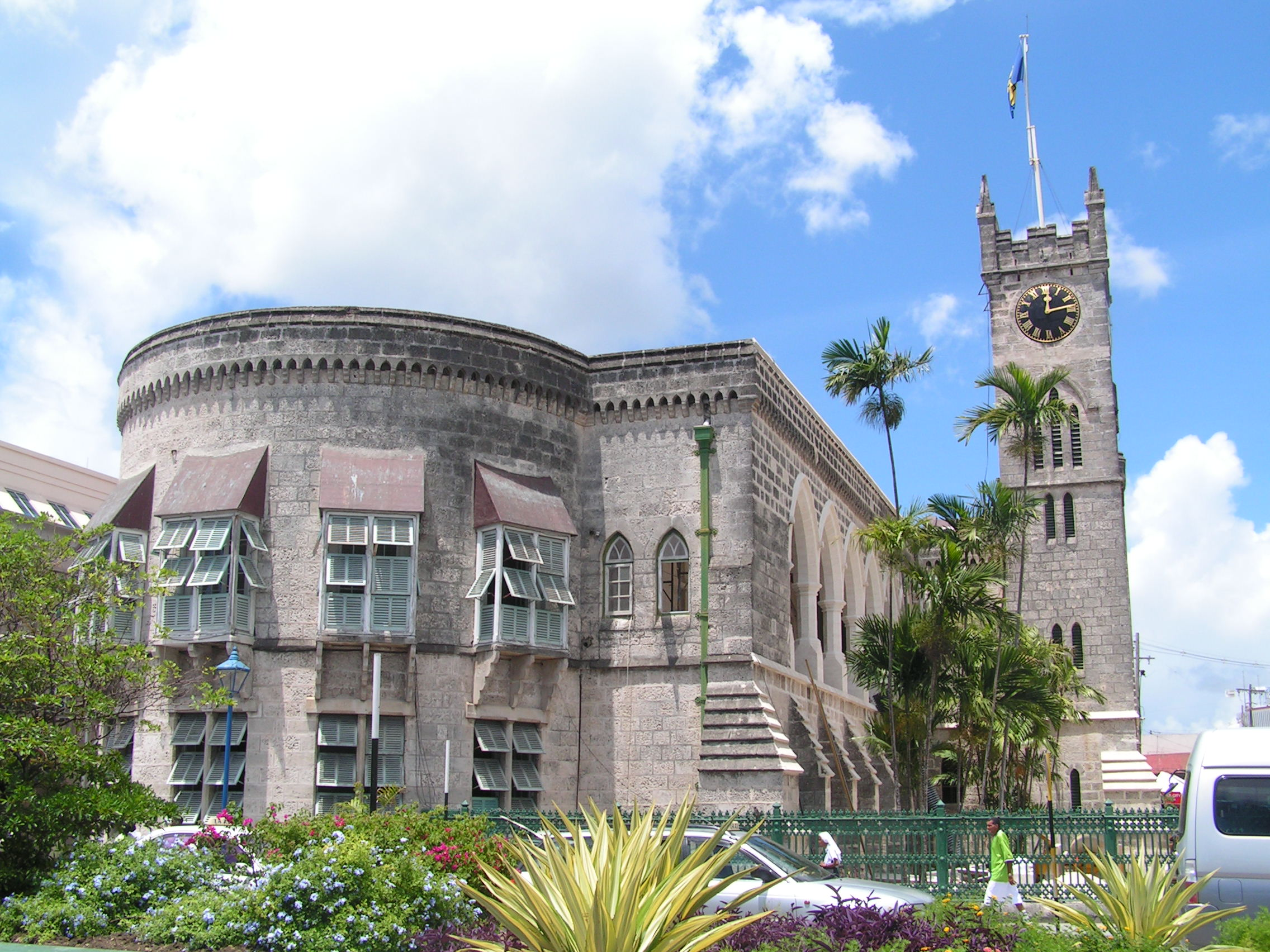
A parlament épülete, Bridgetown

### Alkotmány, államforma
2021. november 30. óta parlamentáris köztársaság.
Azt megelőzően az ország államformája alkotmányos monarchia volt, perszonálunióban Nagy-Britanniával és a többi nemzetközösségi monarchiával. Az államfő ekkor II. Erzsébet volt mint Barbados királynője.

### Közigazgatási beosztás
Az ország tizenegy kerületre oszlik, az egykori egyházkerületek (parish – parókia) alapján, melyek angol nevük alapján a következők:
1. Christ Church
2. Saint Andrew
3. Saint George
4. Saint James
5. Saint John
6. Saint Joseph
7. Saint Lucy
8. Saint Michael
9. Saint Peter
10. Saint Philip
11. Saint Thomas

### Politikai pártok

#### Miniszterelnökök
| Név                     | Hivatali idő                           | Párt                    |
| ----------------------- | -------------------------------------- | ----------------------- |
| Errol Walton Barrow     | 1985. május 29. – 1987. június 1.      | Democratic Labour Party |
| Lloyd Erskine Sandiford | 1987. június 2. – 1994. szeptember 7.  | Democratic Labour Party |
| Owen Seymour Arthur     | 1994. szeptember 7. – 2008. január 16. | Barbados Labour Party   |
| David Thompson          | 2008. január 16. – 2010. október 23.   | Democratic Labour Party |
| Freundel Stuart         | 2010–2018                              | Democratic Labour Party |
| Mia Mottley             | 2018–                                  | Barbados Labour Party   |

## Gazdasága

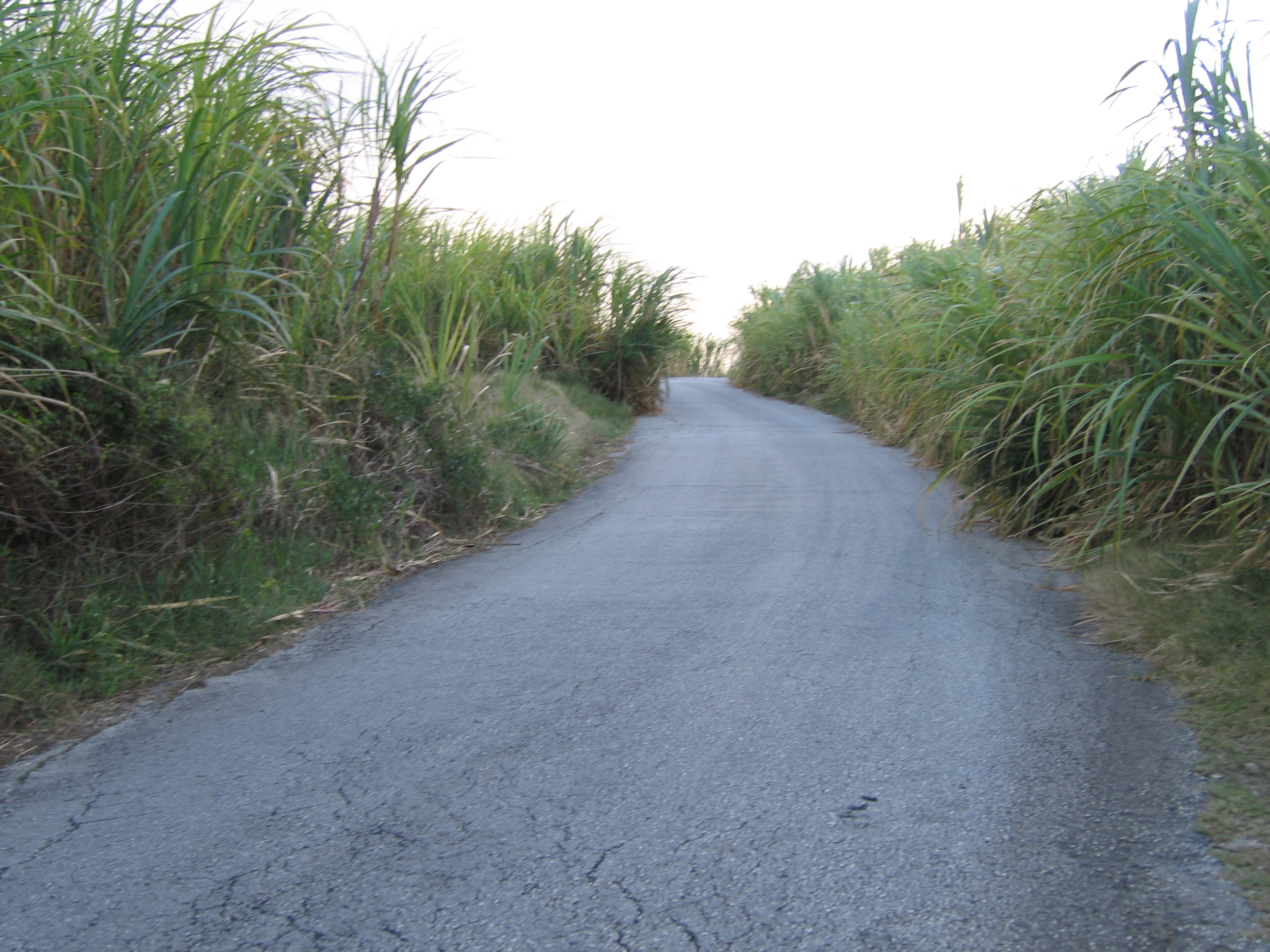
Cukornád-ültetvény az út két oldalán

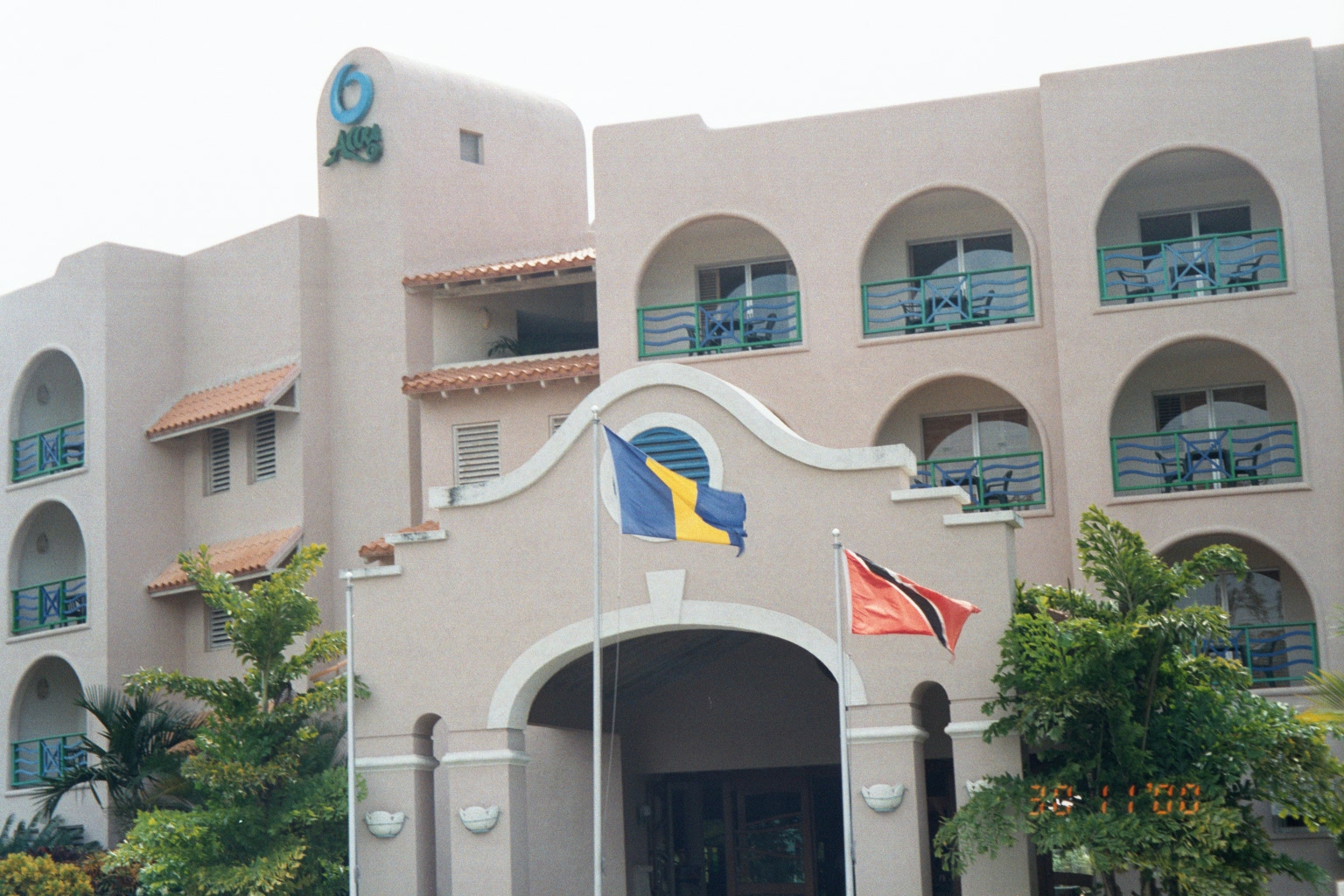
Szálloda

### Általános adatok
Barbados a Kelet-Karib-térség egyik legfejlettebb országa, és a régió egyik legmagasabb egy főre jutó jövedelmével rendelkezik. Történelmileg a barbadosi gazdaság a cukornád-termesztéstől és a hozzá kapcsolódó tevékenységektől függött. Az elmúlt évtizedekben azonban a gazdaság diverzifikálódott a könnyűiparra és a turizmusra. A turizmus a 2010-es években a gazdaság közel felét teszi ki.
Az offshore pénzügyek és információs szolgáltatások szintén fontosak.

### Szektorai
- Mezőgazdaság, erdőgazdálkodás, halászat

Növénytermesztés: cukornád (a terület egyharmada), valamint zöldségfélék, batáta. Jelentős a háziállattartás és a halászat is
- Ipar

Főbb ágazatok: vendéglátóipar, cukorgyártás, könnyűipar, alkatrész-összeszerelés exportra. 

### Külkereskedelem
Export: 
- Főbb partnerek 2019-ben:  USA 21%, Lengyelország 14%, Jamaica 8%, Guyana 6%, Trinidad és Tobago 6%
- Főbb áruk: rumok és egyéb erős italok, hajók, ortopédiai eszközök, cement, gyógyszerek, cukor, melasz.

Import: 
- Főbb partnerek 2019-ben:  USA 35%, Trinidad és Tobago 14%, Kína 9%, Hollandia 5%
- Főbb áruk: finomított kőolaj, járművek, szállítótartályok, műszaki berendezések és alkatrészek, építőanyag, élelmiszer.

## Közlekedés
Barbadoson baloldali közlekedés van.
A sziget repülőtere a Grantley Adams nemzetközi repülőtér. Napi járatokat fogad a világ számos pontjáról. A repülőtér a Kelet-Karib-térség egyik fő légi közlekedési csomópontja. A 21. század elején 100 millió dolláros korszerűsítésen és bővítésen esett át.
- Közutak hossza: 1650 km
- Repülőterek száma: 1
- Kikötők száma: 2

## Telekommunikáció
| Hívójel prefix | 8P |
| ITU zóna       | 11 |
| CQ zóna        | 8  |

## Kultúra

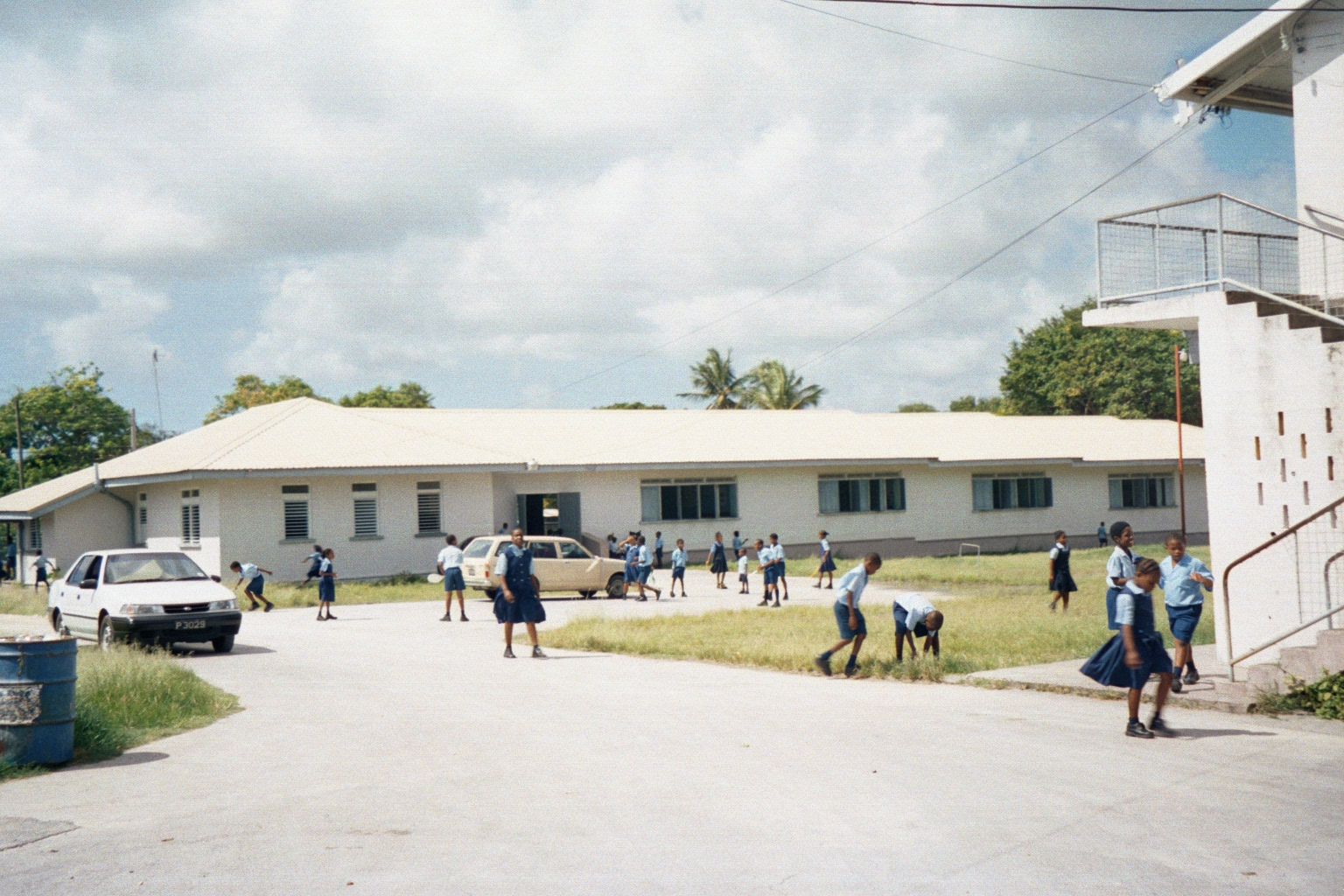
Egy általános iskola

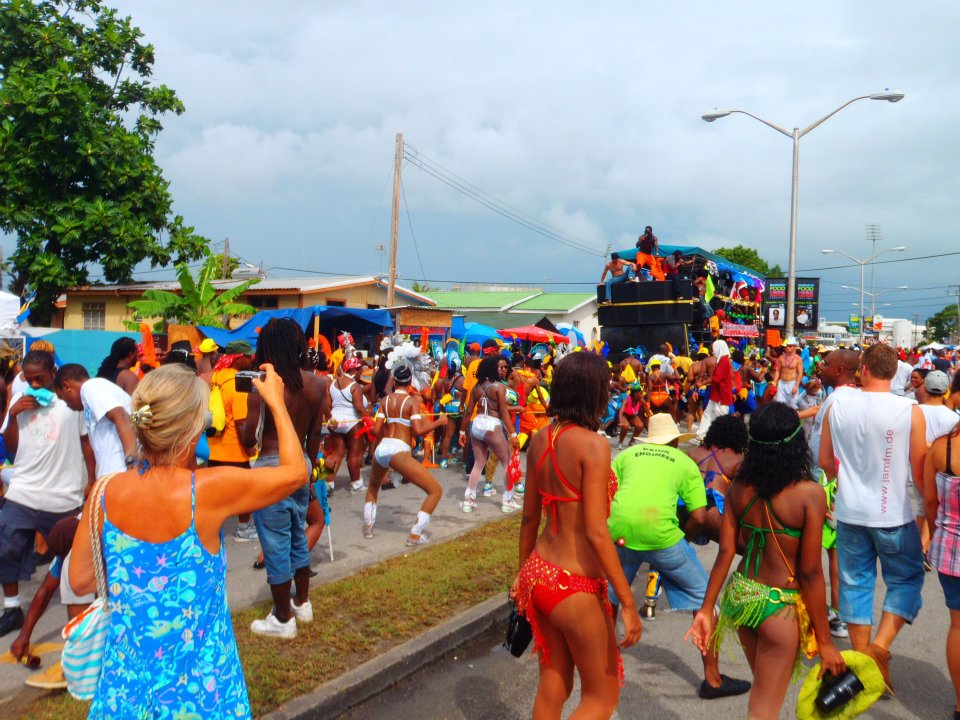
Fesztiváli kép

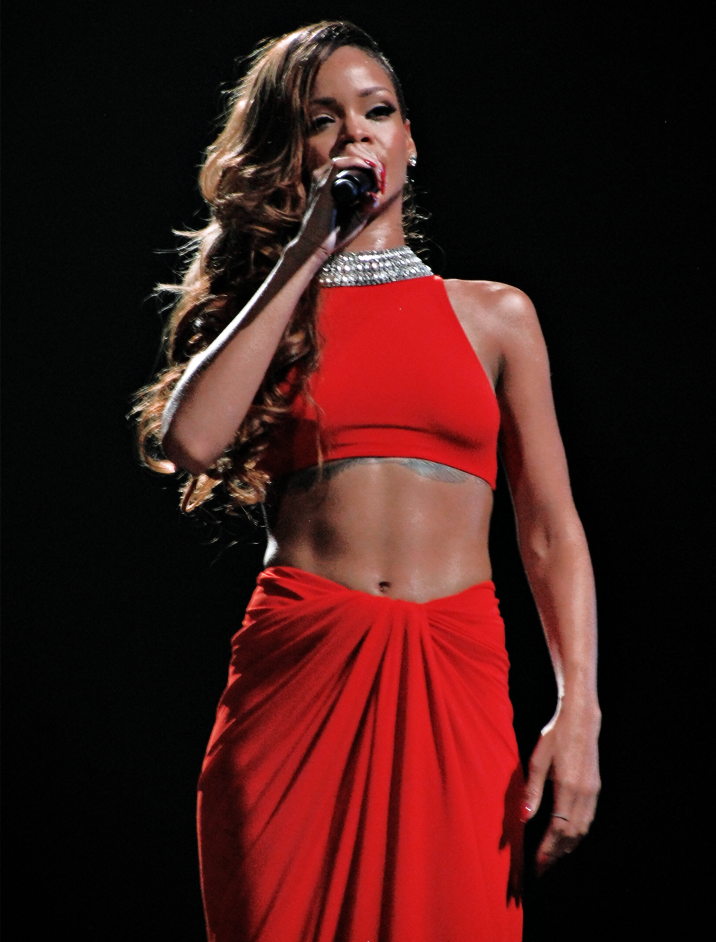
Rihanna énekesnő

### Művészetek

#### Zene
Barbados történetének legsikeresebb és legismertebb zenei előadója, egyben leghíresebb szülöttje, Rihanna, a 9-szeres Grammy-díjas világhírű énekesnő, aki napjaink egyik legnagyobb globális szupersztárja. Barbados népszerűsítésében is tevékenyen részt vesz, ő az ország kulturális nagykövete és hivatalos turisztikai arca is. Szereplésével több országimázs filmet is leforgattak már.

### Gasztronómia
A barbadosi konyha afrikai, portugál, indiai, ír, őslakos indián, kreol és angol keveredésből jött létre. A főételek rendszerint húsból és halból készülnek, amelyeket fűszerekkel és gyógynövényekkel ízesitenek, s forró köretet adnak hozzá salátával. Ehhez gyakran többféle mártás is dukál.
Nemzeti étel a cou-cou nevű sült repülőhal.

## Ünnepek
- November 30. – nemzeti ünnep – a függetlenség napja (1966)

## Turizmus

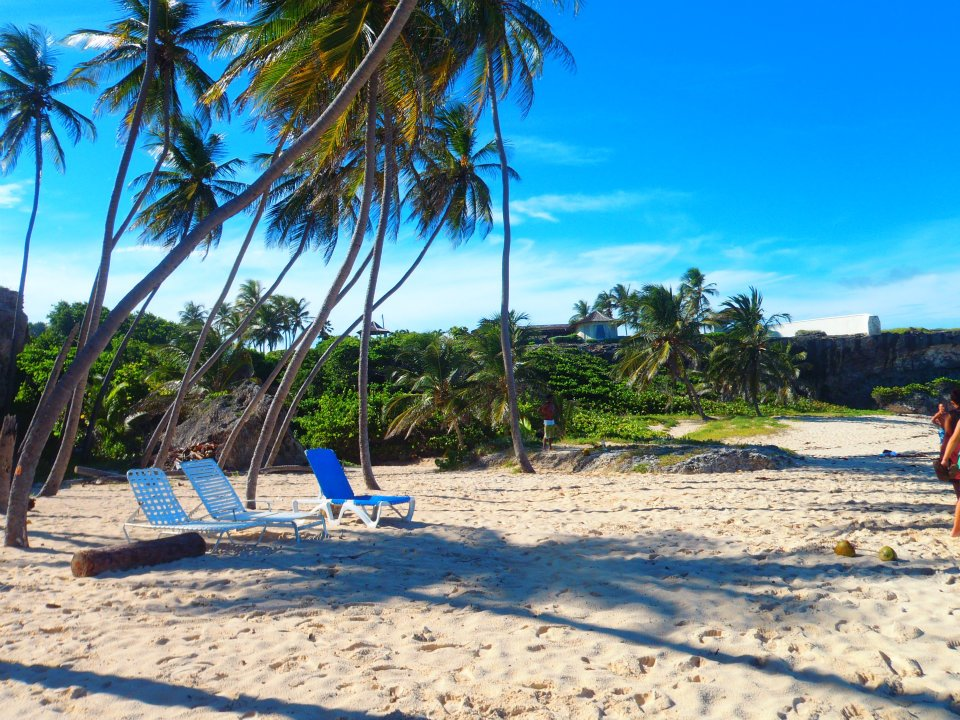

Az ország fő bevételi forrása a turizmus. A homokos tengerpart, a korallzátonyok és a luxusszállodák nagy vonzerőt jelentenek.
Potenciálisan fertőzött országból érkező beutazók számára kötelező a sárgaláz elleni védőoltás, valamint ajánlott a hepatitis A elleni oltás.

## Sport
Mint a brit gyarmati örökség más karibi országaiban, a krikett ezen a szigeten is nagyon népszerű. Barbados tagja a több kis országot tömörítő, többszörös világbajnok karib-térségi krikettválogatottnak is. A térségben működő Caribbean Premier League (CPL) nevű 20-as krikettbajnokság helyi képviselője a Barbados Royals. Ezentúl népszerű a rögbi és a kosárlabda is, amely utóbbit főleg az iskolákban vagy főiskolán játszanak.

### Labdarúgás
A barbadosi labdarúgó-válogatott eddig még nem ért el kimagasló eredményeket.

### Olimpia
Az olimpiai játékok során az ország eddig csak egyetlen bronzérmet tudott szerezni. A 2000-es sydney-i olimpián az atléta Obadele Thompson a férfi 100 méteres síkfutásban 3. lett.